# Platerów (gmina)
Platerów (daw. gmina Górki + gmina Łysów) – gmina wiejska w województwie mazowieckim, w powiecie łosickim. W latach 1975–1998 gmina położona była w województwie bialskopodlaskim.
Siedziba gminy to Platerów.
Według danych z 31 grudnia 2008r, gminę zamieszkiwało 5242 osób. Natomiast według danych z 31 grudnia 2019 roku gminę zamieszkiwało 4849 osób.

## Struktura powierzchni
Według danych z roku 2002 gmina Platerów ma obszar 128,97 km², w tym:
- użytki rolne: 70%
- użytki leśne: 23%

Gmina stanowi 16,71% powierzchni powiatu.

## Demografia

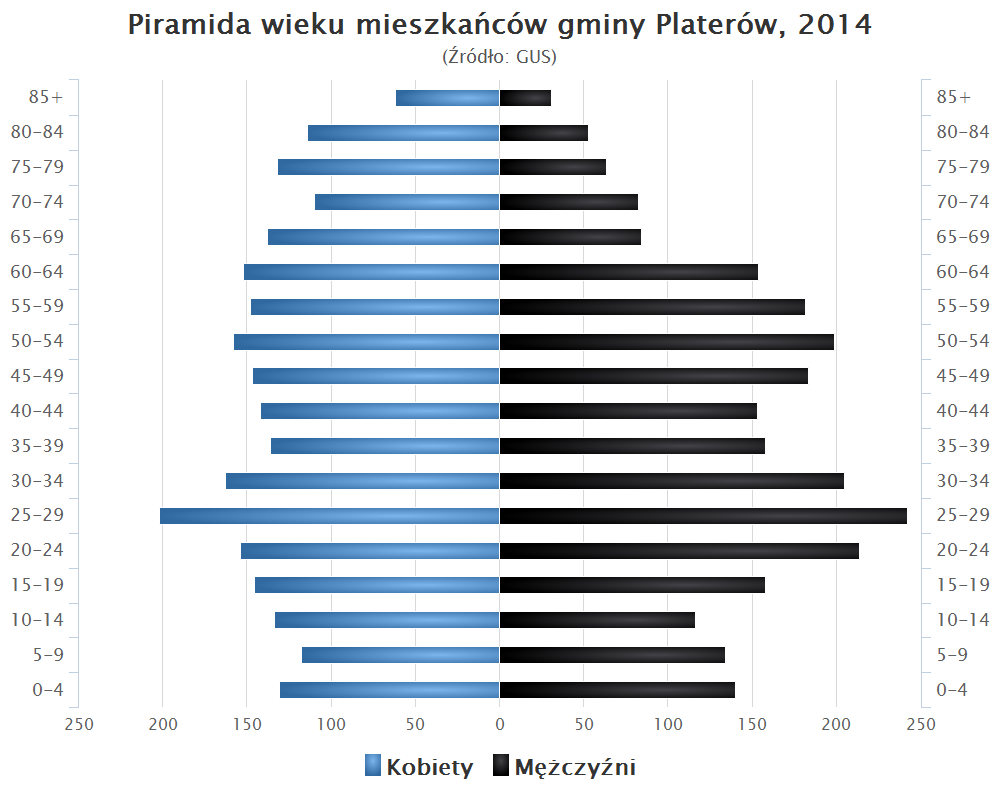
Piramida wieku mieszkańców gminy Platerów w 2014 roku

Dane z 31 grudnia 2008:
| Opis                              | Ogółem | Ogółem | Kobiety | Kobiety | Mężczyźni | Mężczyźni |
| --------------------------------- | ------ | ------ | ------- | ------- | --------- | --------- |
| jednostka                         | osób   | %      | osób    | %       | osób      | %         |
| populacja                         | 5 242  | 100    | 2 576   | 49,1    | 2 666     | 50,9      |
| gęstość zaludnienia (mieszk./km²) | 41     | 41     | 20,1    | 20,1    | 20,9      | 20,9      |

## Sołectwa
Chłopków, Chłopków-Kolonia, Czuchów, Czuchów-Pieńki, Falatycze, Górki, Hruszew, Hruszniew, Hruszniew-Kolonia, Kamianka, Kisielew, Lipno, Mężenin, Mężenin-Kolonia, Michałów, Myszkowice, Nowodomki, Ostromęczyn, Ostromęczyn-Kolonia, Platerów, Puczyce, Rusków, Zaborze

## Sąsiednie gminy
Drohiczyn, Korczew, Łosice, Przesmyki, Sarnaki, Siemiatycze, Stara Kornica